# جيم لوسون
جيم لوسون (بالإنجليزية: Jim Lawson)‏ هو لاعب كرة قدم أمريكية أمريكي، ولد في 11 مارس 1902 في Chelsea, Indiana ‏ في الولايات المتحدة، وتوفي في 3 يناير 1989 في كارميل-بي-ثي-سي في الولايات المتحدة.

## وصلات خارجية
- جيم لوسون على موقع مرجع كرة القدم المحترفة.كوم (الإنجليزية)
- جيم لوسون على موقع JustSportsStats.com (الإنجليزية)